# 有馬筆
有馬筆（ありまふで）は、兵庫県神戸市の有馬地区で作られてきた書画用筆である。伝統的な技法により手作りされており、その製造技術は兵庫県から重要無形文化財として指定されている。また、穂先を下に向けると軸の上端から人形が飛び出してくるからくり細工が施された人形筆（有馬人形筆）が有馬筆と呼ばれる場合もある。

## 書画用の有馬筆について
有馬筆の筆司(筆職人)、山口琮一は次のように記している。
「有馬筆」　：　
「有馬筆」は、室町時代から摂津の国“有馬”で造られ、綿々と今に伝えらる伝統の製筆技術と工程を守り造り続けられてきた実用の書画筆です。
　また、有馬で造る筆と同じ「製筆技術」「工程」を伝承し、且つ同等品質を保つ「“実用”の書画筆」を指し、これを支える人たちと製筆の職人で構成される「有馬筆技術保存会」は「兵庫県重要無形文化材」に指定されています。
　この実用の「有馬筆」から考案されたものに有馬温泉の人気のお土産品「有馬人形筆」があります。
「有馬筆」 は有馬で製筆されてきた、そして今なお有馬と有馬筆の職人が常駐する神戸元町で、更には有馬筆の職人が伝え指導を続け、今も有馬筆の製筆工程に則り造られる下請国製の“実用の書画筆”です。
　一方の「有馬人形筆」は有馬温泉の人気高い「お土産品」です。
　この二者、実用の書画筆「有馬筆」と室町時代に有馬筆から派生した「有馬人形筆（色とりどりの糸で筆軸を装飾し軸尻に人形を仕込んだ飾り筆（有馬温泉の土産品として著名）。」の混同や誤認がとても多く見受けられます。
　＜有馬筆が歩んできた『高品質な実用筆』の品質と歴史を守る＞、この製筆基本方針に沿い、実用の書画筆『有馬筆』を今もつくる生産者は、この混同・誤解を避けるため≪正真の有馬筆（＝書画用の実用筆）≫の流通に「有馬筆」の呼称を使わず、その運営母体である書道用品専門卸業の「屋号名」を以て宣伝・販売するように変わりました。
　一部の報道や雑誌などで今なお見られる「両者の混同・誤認」を出来る限り生じさせない掲載・紹介が望まれます。
　現在も、実用の書画筆「有馬筆」の製筆元は、その製筆業としての創業期を明らかな製筆記録が残る「明治元年」としてきました。
　が、兵庫県文化協会（現兵庫県芸術文化協会）が調査され、刊行された兵庫県委託工芸品調査「伝統的手づくり工芸品振興調査有馬筆（書画用）」では、有馬筆製筆元としての創生期を「室町時代」に遡らせる方がより整然とする内容です。
　　　兵庫県文化協会の「伝統的手づくり工芸品振興調査有馬筆（書画用）」調査の完了に伴い私たち有馬筆の
　　　筆司が造る “製筆技術”は兵庫県重要無形文化材”に認定され、
　　　１９９４年には当時の有馬筆筆司の一人に「兵庫県ふるさと文化賞」 が授与されました。
　　　有馬筆の別の筆司には、既に“ふるさと文化賞”が授与されていましたがその時には「問い合わせ」などは
　　　何らなく「ふるさと文化賞」 が授与されました。居住地が有馬ではありませんが、有馬筆製筆職との授与
　　　理由に沿う有馬隣接の地「唐櫃（からと）」、神戸電車の駅名では「有馬口」の居住でしたので有馬筆職
　　　として一切の問題なく授与に到ったものと思えます。
　今回のふるさと文化賞対象候補の筆司は、同じくみなせの筆頭を造る筆職で兵庫県の居住者ですが「有馬」 、
及び「有馬近隣」の居住ではなく「市島町」に居住していましたので少し問題となったようです。
　この職人の祖父か、更にそれ以前の代から有馬筆の職人として有馬筆＝みなせの筆をつくり、一定量の筆頭
　が出来るとそれを持参され製筆の内容に見合った職人手間賃を受け取られ、次の製筆に対応する筆原毛を持
　ち帰られる。を繰り返されていました。
　有馬で製筆するのではないが有馬筆筆司としての経歴と現状からこの筆司にも「有馬筆筆司」としてふるさと文化賞を授与したい、がお申し出の主点です。
　お申し出を有り難くお受けし、この筆司も「兵庫県ふるさと文化賞」 をいただきました。
　兵庫県ご担当部署から「ふるさと文化賞を授与したい」との当初の電話をいただく数年前、
１９８０年代半ばころには、既に日本の製筆業界は中国毛筆界との競争が激しくなり、今なお続く「人件費」の大きな差がもたらすコスト問題が特に強く影響し、普及品レベルの筆造りでは筆職人の生活が成り立たなくなってきていたのです。
　後継者を育てても生活の保障をすることは出来ない、と言う現実のもと、
１９６０年代当初期に始め、以降今に到るまで進め続いてきた中国文房四宝諸材全般の輸入契約、
更には中国の伝統的な書道諸材は勿論、下請製品の性質・品質などの管理・監督を任せられるにたる信頼感ある中国文房四宝管理者との出合いにもあり、筆廠（製筆工場）をはじめ幾つかの中国文房四宝関連工場との仲介を依頼しました。
　紹介された数軒の筆工場の中から選んだベテラン毛筆職人達、
彼ら彼女らをはじめ筆廠の責任者などが見守る中、中国現地の筆廠で有馬筆の製筆工程を実演し、
私がつくる有馬筆の製筆技術を余すところなく開放、指導。
　実用の書画筆＝有馬筆の品質維持と数量確保、価格競争力の優位性に向けた活動を開始し、進めました。
　中国毛筆の製筆業界と競争するのではなくその豊富な人員と技術力、製造コストを見込んだ和筆製造基地の方向に転換し、その道筋を構築したのです。
　既に半数以上の筆種は、有馬で作るのと同様の工程・作業で、同等品質の毛筆を製造することが可能になっていました。　
　しかし、中国で造る毛筆を有馬筆として流通させることは出来ない。
　どうしたらよいか？ と困惑している正にそのとき、有馬以外の場所で製造しても有馬筆の伝承を守る製筆技術で製造しているのだから有馬筆の職人として「ふるさと文化賞」を授与し顕彰したい、との県のご意向はこれらの問題点を一挙に解決したのです。
　有馬筆の文化的価値は製造場所でなくその製筆技術と工程である、だったのです。
　これで中国の毛筆職人達の造る筆も、その製法・工程・品質を守る限り有馬筆として認められることになり、その後ますます有馬筆の持つ特性を中国職人に教えるのにも力が入りました。
　今も伝統の有馬筆はその製造元が有馬で、神戸元町の店舗の一角に設えた仕事場で造る筆、 そして中国で「有馬筆技術保存会製筆技術保持者」の監督の下、中国の筆職人達が有馬筆の品質・製法を守り造る毛筆とともに伝承の技術を保ち、継承させ、活動しています。
　★ 数多く作られ、幾多のルートで輸入･流通する中国製日本筆のうち有馬筆技術保存会が「有馬筆」して認定するのは　
「有馬筆」の工程を守り、「有馬筆」としての高品質が確認されたものであり、数多く流通する中国製日本=下請け和筆
　の極々一部に過ぎません。
　生産地がいずれであれ「有馬筆」を取り扱う、或いは「有馬筆」と名付けて流通させるには「兵庫県認定有馬筆技術保存会」 が認める 「品質」「性質」 を持ち 「兵庫県認定 有馬筆技術保存会」 が製筆工程を確認した筆であることが最低条件です。
　前述の「書画実用の筆　有馬筆」と「有馬人形筆」の混同や誤解を避けるため「有馬筆技術保存会」が製筆、或いは監製する「正真の“有馬筆”」に は「有馬筆］の文字は刻されず、有馬筆との≪シール≫等も添付されず、有馬筆技術保存会の母体企業の［筆屋号］が筆名と共に刻されています。或いは「定価シール」の一部に印字され筆軸に添付されています。　
　販売は有馬筆技術保存会の母体が運営する「店舗」とその卸先の流通各販路に限られます。
　※ 20世紀も後半期の中頃に達する１９７５年前後からは有馬温泉で扱って下さっていた問屋様や店舗樣の撤退や業態の
　　変更などにより、以降は有馬温泉の旅館、ホテル、お土産屋さんを含め、実用の書画筆有馬筆の販売はありません。　　
　なお、近年は日本で生産される筆の８０％以上が広島県安芸郡熊野町で作られており、高級ブランドの化粧筆も同町産が大きな世界シェアを有しています。　　同町の筆作りは有馬筆の技術がルーツとなっています。
有馬人形筆は、竹製の軸の表面に色とりどりの絹糸が巻かれており、軸の内部には石膏などを混ぜた素材で作られた人形が仕込まれている。人形には糸と錘を使ったからくり細工が施されており、穂先を下に向けると軸の先端から飛び出し、筆をしまう際には軸内へ収まるようになっている。この筆は兵庫県の伝統的工芸品に指定されており、有馬温泉の土産物としても知られている。

### 歴史
実用の有馬筆から派生したとされる有馬人形筆は室町時代に考案されたとも云われており、遅くとも江戸時代の初期までには定着していた。太平洋戦争を機に生産が衰退し、2007年時点でも有馬地区で製造を続けているのも1店のみとなっている。